# 希伯倫 (紐約州)
希伯倫（英語：Hebron）是一個位於美國紐約州華盛頓縣的鎮。

## 人口
根據2020年美國人口普查的數據，希伯倫的面積為146.12平方千米，當中陸地面積為145.33平方千米，而水域面積為0.79平方千米。當地共有人口1786人，而人口密度為每平方千米12人。